# Gare de La Vraie-Croix
Pour les articles homonymes, voir Gare de Croix.
La gare de La Vraie-Croix est une gare ferroviaire française (fermée) de la ligne de Savenay à Landerneau, située sur le territoire de la commune de La Vraie-Croix, dans le département du Morbihan en région Bretagne.
C'est une halte lorsqu'elle est mise en service en 1895 par la Compagnie du chemin de fer de Paris à Orléans (PO).
Cette ancienne gare, située sur une ligne en service, est fermée dans la deuxième moitié du XXe siècle, le bâtiment voyageurs a été détruit mais les quais sont toujours en place.

## Situation ferroviaire
Établie à 118 m d'altitude, la gare de La Vraie-Croix est située au point kilométrique (PK) 547,905 de la ligne de Savenay à Landerneau, entre les gares de Questembert et d'Elven (fermée), la gare ouverte la plus proche est Vannes.
Les deux quais avec leur équipement pour l'éclairage encadrent toujours les deux voies électrifiées, à proximité du passage à niveau no 418 de la ligne.

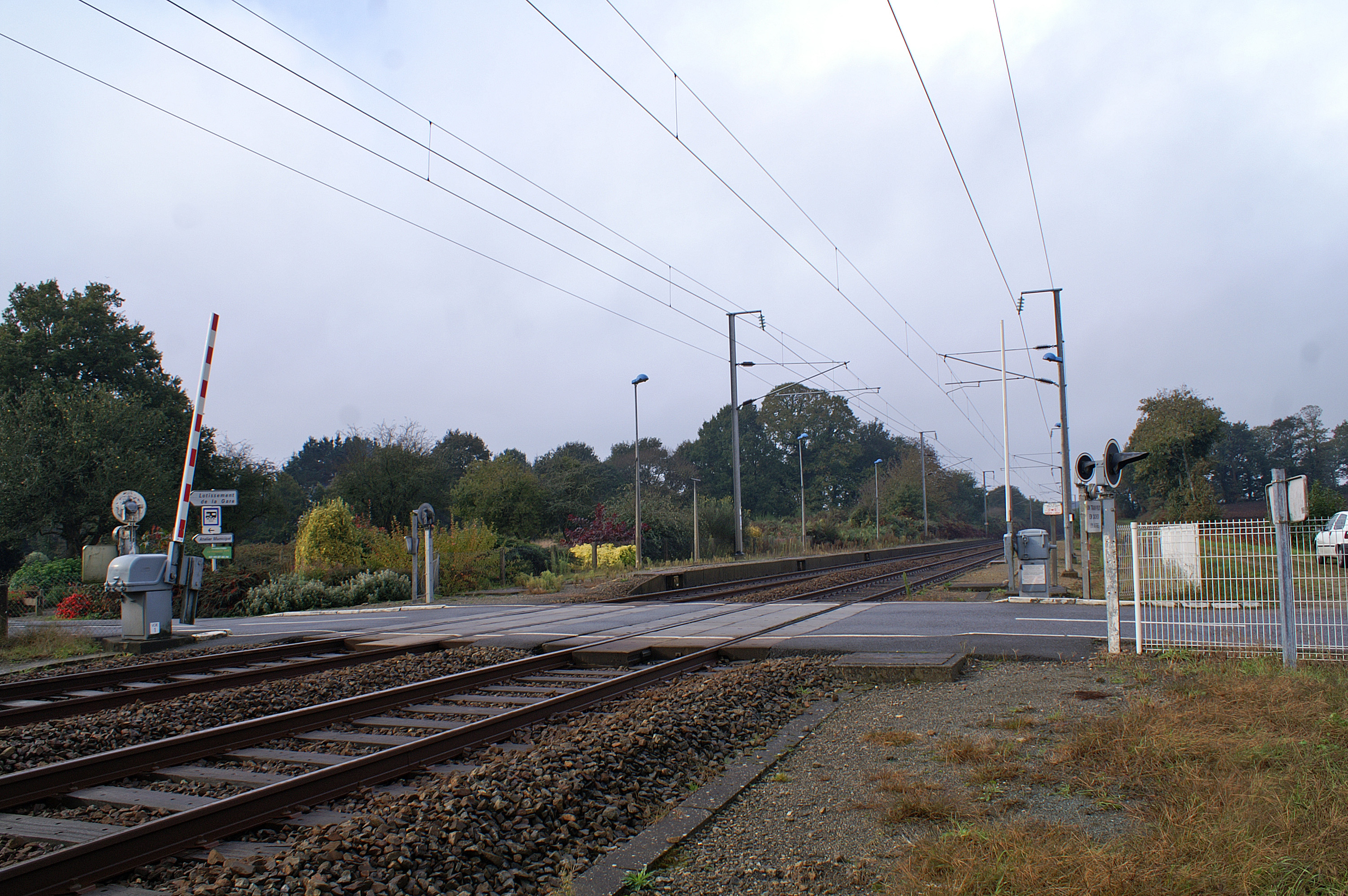
Voies et quais de la gare.

## Histoire
La halte de La Vraie-Croix est mise en service le 1er juillet 1895, par la Compagnie du chemin de fer de Paris à Orléans (PO).
En 1912, la Compagnie du PO fournit au Conseil général un tableau des « recettes au départ » de ses gares du département, la station de La Vraie-Croix totalise 4 228 francs, ce qui la situe à la 28e place sur les 30 gares ou stations.
Elle est fermée dans la deuxième moitié du XXe siècle.

## Service des voyageurs
Gare fermée.

## Patrimoine ferroviaire
L'ancien bâtiment a disparu, seul le puits est toujours présent dans le petit jardin public qui marque l'emplacement de la gare (voir photos).

## Galerie de photographies

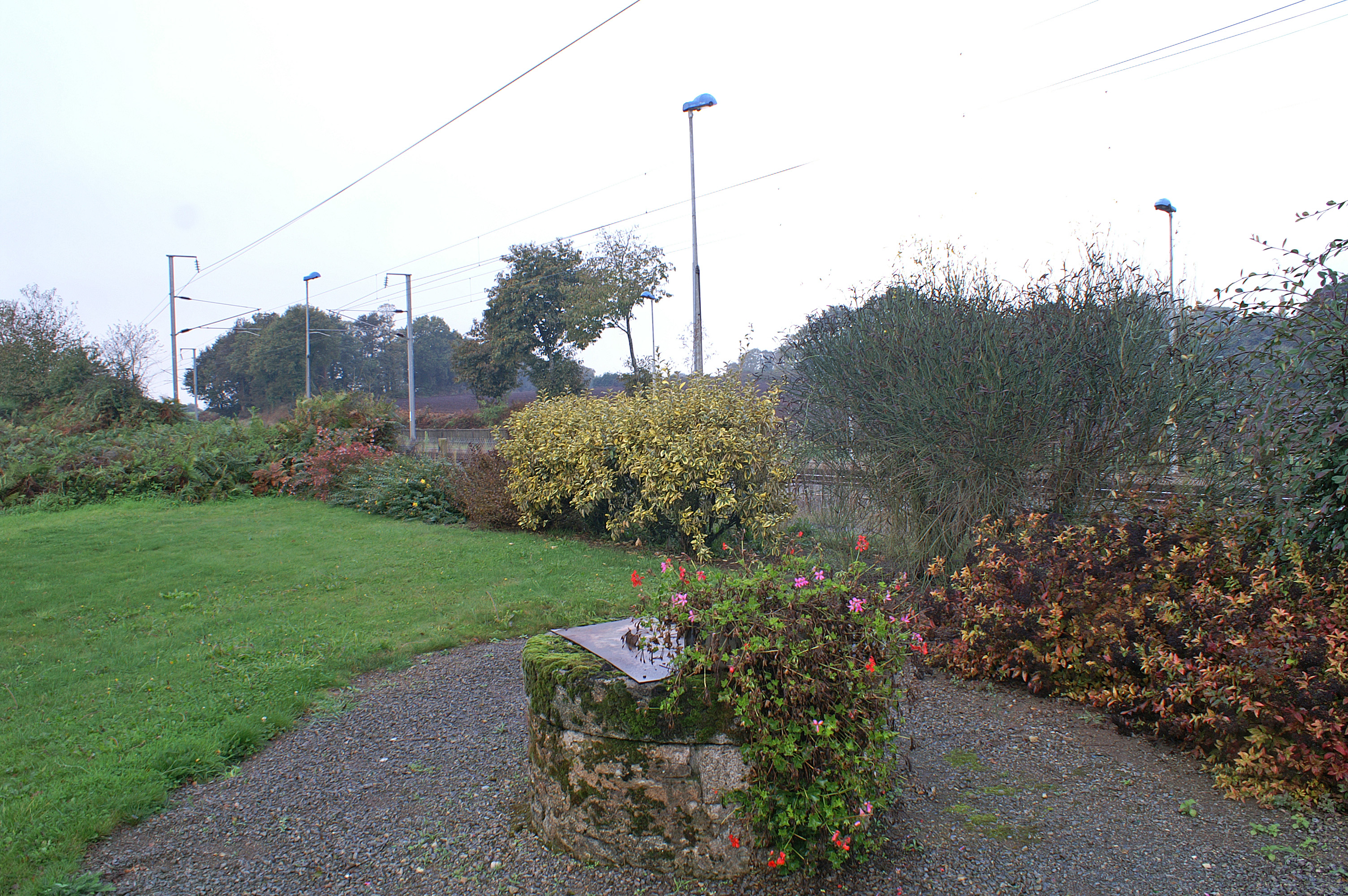
Le puits.
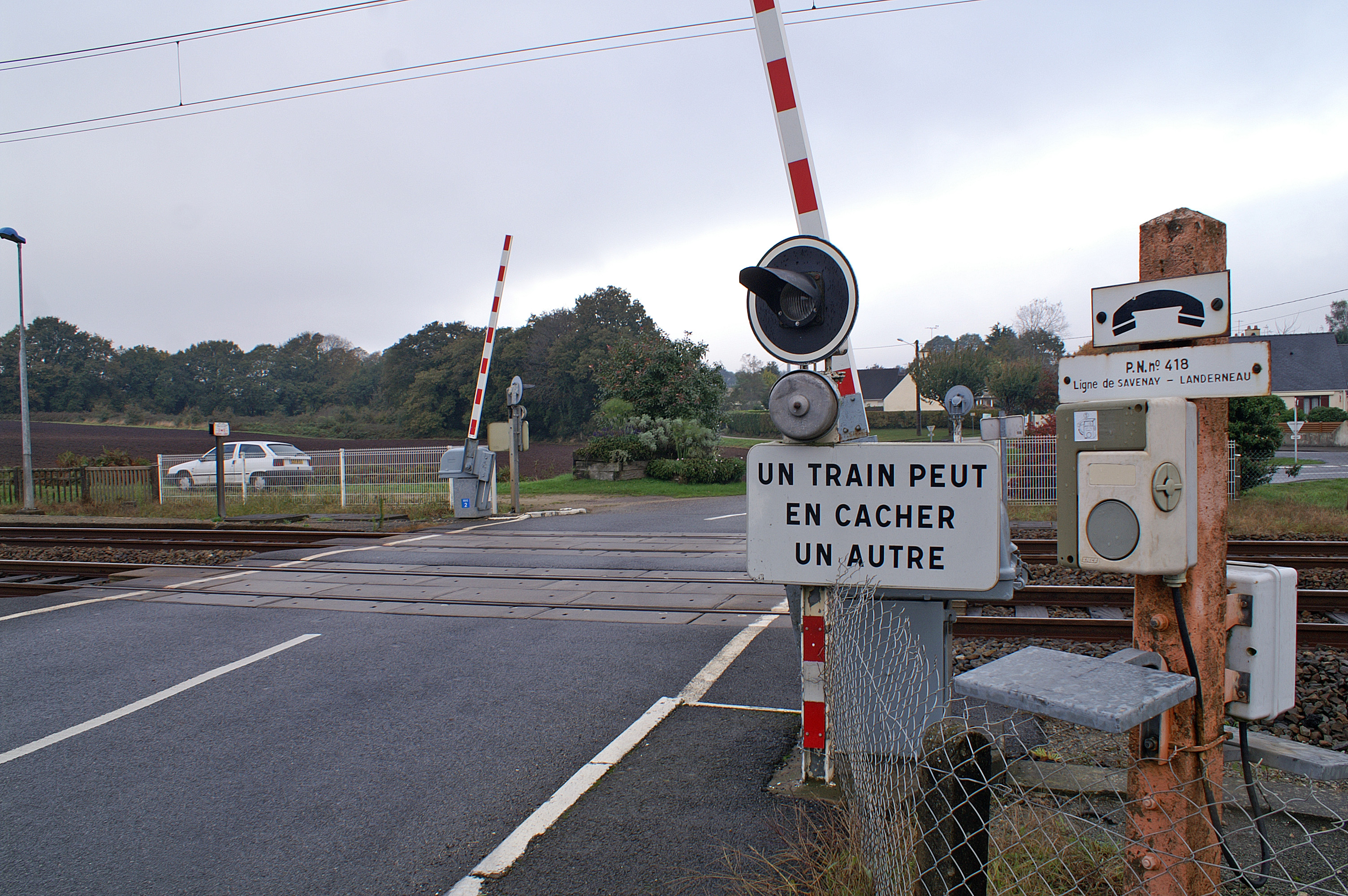
Détail passage à niveau 418.